# 鍾允諧
鍾允諧（？年—？年），字琴石，陝西省南鄭縣人，舉人，揀選四川補用知縣，歷充江北華英煤鐵公司委員，署理慶符、宜賓等縣知縣，犍為縣知縣，署理寧羌州知事，第一屆國會參議院議員，保免知事分發四川任用，歷署開縣、涪陵縣知事，陝西省長公署內務科科長，五等嘉禾章。